# Rubus dissimilis
Rubus dissimilis är en rosväxtart som beskrevs av Liberty Hyde Bailey. Rubus dissimilis ingår i släktet rubusar, och familjen rosväxter. Inga underarter finns listade i Catalogue of Life.